# Sydney Opera House Grand Organ

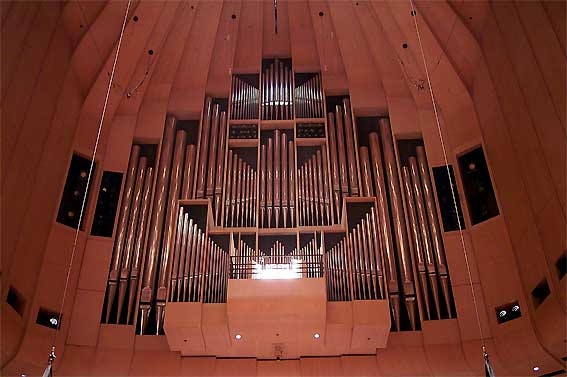
Sydney Opera House Grand Organ

Il grande organo a canne del Teatro dell'opera di Sydney (in inglese: Sydney Opera House Grand Organ) è un organo a canne tra i più grandi mai stati costruiti. È stato realizzato dall'organaro australiano Ronald William Sharp ed è situato nella Concert Hall della Sydney Opera House sin dal 1979.

## Costruzione
Il contratto per la costruzione dell'organo è stato stipulato nel 1969, mentre l'Opera era ancora in costruzione, e venne ultimato solo nel 1979, sei anni dopo la fine dei lavori al teatro.
L'organo è costato 1,2 milioni di dollari, sforando ampiamente il preventivo originale di $400000.
È stato consegnato all'Opera House il 30 maggio 1979 e fu suonato per la prima volta in pubblico il 17 giugno dello stesso anno; fu inaugurato con il celebre brano di Johann Sebastian Bach “Toccata e Fuga in Re minore”.
Nel 2001 l'organo è stato interessato da una revisione generale, in cui è stata aggiornata la trasmissione elettrica.

## Descrizione
L'organo della Sydney Opera House, ispirato alle caratteristiche foniche degli organi tedeschi, ha un totale di 10.154 canne divise fra i 131 registri delle cinque tastiere (Rückpositiv, Hauptwerk, Oberwerk, Brustwerk, Kronwerk), ognuna di 61 note, e la pedaliera, di 32 note. L'organo ha un sistema di trasmissione misto: meccanico per le tastiere e la pedaliera, elettrico per i registri, le unioni, gli accoppiamenti e le combinazioni. La consolle si trova al centro della facciata dell'organo, sopra un palco rialzato. Intorno ad essa, vi sono varie canne; quelle più alte appartengono al registro di Prinzipal 32' del Pedale.

## Disposizione fonica
| I - Rückpositiv |        |
| Prinzipal       | 8'     |
| Piffaro         | 8'     |
| Gedackt         | 8'     |
| Quintadena      | 8'     |
| Oktav           | 4'     |
| Nachthorn       | 4'     |
| Rohrflöte       | 4'     |
| Nasat           | 2.2/3' |
| Oktav           | 2'     |
| Spitzflöte      | 2'     |
| Terz            | 1.3/5' |
| Quint           | 1.1/3' |
| Sifflöte        | 1.1/3' |
| Oktav           | 1'     |
| Quint           | 2/3'   |
| Oktav           | 1/2'   |
| Quint           | 1/3'   |
| Oktav           | 1/4'   |
| Quint           | 1/6'   |
| Oktav           | 1/8'   |
| Sesquialtera    | II     |
| Ophicleide      | 16'    |
| Rankett         | 16'    |
| Ophicleide      | 8'     |
| Trompete        | 8'     |
| Dulzian         | 8'     |
| Glocken         | 1'     |
| Tremulant       |        |

| II - Hauptwerk |        |
| Prinzipal      | 16'    |
| Gedackt        | 16'    |
| Oktav          | 8'     |
| Gamba          | 8'     |
| Querflöte      | 8'     |
| Holzflöte      | 8'     |
| Rohrflöte      | 8'     |
| Quint          | 5.1/3' |
| Grossnasat     | 5.1/3' |
| Oktav          | 4'     |
| Gamba          | 4'     |
| Spitzflöte     | 4'     |
| Grossterz      | 3.1/5' |
| Quint          | 2.2/3' |
| Nasat          | 2.2/3' |
| Oktav          | 2'     |
| Hohlflöte      | 2'     |
| Terz           | 1.3/5' |
| Piffaro        | IV-VI  |
| Terzian        | II     |
| Kornett Mixtur | VI     |
| Mixtur         | VI     |
| Scharff        | V      |
| Zimbel         | IV     |
| Kornett        | VI     |
| Trompete       | 16'    |
| Trompete       | 8'     |
| Trompete       | 4'     |
| Glocken        | 2'     |
| Tremulant      |        |

| III - Oberwerk   |       |
| Holzprinzipal    | 16'   |
| Quintatön        | 16'   |
| Prinzipal        | 8'    |
| Salizional       | 8'    |
| Schwebung        | 8'    |
| Spillflöte       | 8'    |
| Oktav            | 4'    |
| Salizional       | 4'    |
| Waldflöte        | 4'    |
| Querflöte        | 2'    |
| Rauschpfeife     | II    |
| Terzian          | II    |
| Mixtur           | V-VII |
| Scharff          | IV    |
| Terz Zimbel      | III   |
| Septimen Kornett | V     |
| Kopftrompete     | 16'   |
| Trompete         | 8'    |
| Oboe             | 8'    |
| Vox Humana       | 8'    |
| Schalmei         | 4'    |
| Tremulant        |       |

| IV - Brustwerk |           |
| Gemshorn       | 8'        |
| Unda Maris     | 8'        |
| Offenflöte     | 8'        |
| Gedackt        | 8'        |
| Prinzipal      | 4'        |
| Quintadena     | 4'        |
| Nasat          | 2.3/3'    |
| Flachflöte     | 2'        |
| Terz           | 1.3/5'    |
| Quint          | 1.1/3'    |
| Septime        | 1.1/7'    |
| Schwiegel      | 1'        |
| None           | 8/9'      |
| Glöckleinton   | II        |
| Scharff        | II        |
| Zimbel         | I         |
| Musette        | 16'       |
| Krummhorn      | 8'        |
| Regal          | 8'        |
| Trompetenregal | 4'        |
| Glocken        |           |
| Glockenspiel   | 2/3'      |
| Glockenspiel   | Reiterate |
| Kuckuckflöte   |           |
| Tremulant      |           |

| V - Kronwerk |          |
| Kornett      | VIII-XII |
| Trompete     | 16'      |
| Feldtrompete | 8'       |
| Vox Humana   | 8'       |
| Helltrompete | 4'       |
| Ophicleide   | 16'      |
| Ophicleide   | 8'       |
| Glocken      | 2'       |
| Tremulant    |          |

| Pedal           |         |
| Prinzipal       | 32'     |
| Holzprinzipal   | 16'     |
| Oktav           | 16'     |
| Violonbass      | 16'     |
| Subbass         | 16'     |
| Rohrquint       | 10.2/3' |
| Oktav           | 8'      |
| Violon          | 8'      |
| Gedackt         | 8'      |
| Grossterz       | 6.2/5'  |
| Quint           | 5.1/3'  |
| Oktav           | 4'      |
| Blockflöte      | 4'      |
| Terz            | 3.1/5'  |
| Quint           | 2.2/3'  |
| Septime         | 2.2/7'  |
| Nachthorn       | 2'      |
| Bauernflöte     | 1'      |
| Rauschpfeife    | III     |
| Mixtur          | V       |
| Scharff         | VII     |
| Posaune         | 32'     |
| Posaune         | 16'     |
| Fagott          | 16'     |
| Trompete        | 8'      |
| Dulzian         | 8'      |
| Trompete        | 4'      |
| Singend Kornett | 2'      |
| Glocken         | 2+4'    |
| Tremulant       |         |